# 660 a.C.
Séculos: (Século VIII a.C. - Século VII a.C. - Século VI a.C.)
670 a.C. - 669 a.C. - 668 a.C. - 667 a.C. - 666 a.C. - 665 a.C. - 664 a.C. - 663 a.C. - 662 a.C. - 661 a.C. - 660 a.C. - 659 a.C. - 658 a.C.- 657 a.C. - 656 a.C. - 655 a.C. - 654 a.C. - 653 a.C. - 652 a.C. - 651 a.C. - 650 a.C.

## Eventos
- 30a olimpíada, Quionis da Lacônia vencedor do estádio; ele havia vencido na 29a e voltou a vencer na 31a olimpíada, e se destacou no salto.[1]
- Os habitantes de Pisa se rebelaram contra Élida, por causa disto eles supervisionaram este olimpíada e os próximos 22 jogos.[1]
- Segundo o Nihon Shoki, em 11 de fevereiro deste ano, o imperador Jimmu funda o Japão, evento que atualmente é celebrado como o Dia da Fundação Nacional do Japão.[2]